# 徳川家康 (松本清張)
『徳川家康』（とくがわいえやす）は、松本清張による伝記。徳川家康の生涯を、少年少女向けに書き下ろした著作である。1955年4月、大日本雄辯会講談社より『世界伝記全集』の1冊として刊行された。

## 主な登場人物
徳川家康
主人公。三河の国の一部分をおさめる小さな大名、松平広忠の子として生まれる。おさないときの名は竹千代。
今川義元
駿河・遠江・東三河の3カ国にまたがる領土をもった大名。
鳥居元忠
竹千代より三つ年上で、岡崎からつれていった家来。
織田信長
ばか殿さまのうわさがあったが、尾張の国を平定し勢いさかんな大名。
武田信玄
甲斐をおさめ、その兵は精鋭無比、兵法軍略はその右に出る者がないと言われる大名。
豊臣秀吉
信長のかたきの明智光秀をだれよりも早く討ち、信長のあとつぎのような実力をもった百姓出身の男。
石田三成
秀吉の気に入りで出世し、秀吉の死んだあと、家康をたおさねばならぬと思うようになる。
真田幸村
信州上田の城主であった真田昌幸の子で、大坂夏の陣では大坂方につく。

## 構成
講談社版（火の鳥伝記文庫を含む）と角川文庫版の2種類が、著者生前から刊行され、異なる章立てを持っている。
- 講談社版では、大きく3章で構成、細かく節が立てられ、すべての漢字にふりがなが付されている[1]。著者自身による解説が付されている。

1　春を待つ芽
戦国の子
敵の手に
苦労
成人
独立
信長の手
2　戦旗
信玄
鉄砲
信康
信長の死
小牧山
長久手
和平の動き
対面
小田原城
江戸と京
次の者
風雲
関ヶ原へ
雨と霧と旗
戦いのあと
3　完成への道
世界の窓
江戸つくり
秀頼母子
鐘
冬の陣
夏の陣
その後
学問
知足
たいの天ぷら
その死
- 角川文庫版は、以下のように章立てが変更され、ふりがなの省略が行われている。

戦国の子
成人
武田信玄
信長の死
和平
江戸と京
雨と霧と旗
江戸つくり
秀頼母子
風雲
学問
その死

## 書誌情報
- 講談社版
  - 大日本雄辯会講談社『徳川家康』（世界伝記全集 19）1955年4月25日発売、装幀 梁川剛一、函絵・口絵・さしえ 木下二介
  - 火の鳥伝記文庫『徳川家康』1982年9月30日発売、ISBN 978-4061475229 カバー絵 柳柊二、表紙絵・さし絵 木俣清史
  - 講談社『徳川家康』（少年少女伝記文学館 9）1988年2月1日発売、ISBN 978-4061946095 さしえ 稲木皓人
  - 火の鳥伝記文庫『徳川家康 新装版』2017年10月19日発売、ISBN 978-4061499140 カバー絵 寺田克也、さし絵 八多友哉
- 角川文庫版
  - 『徳川家康』1964年1月20日発売、ISBN 978-4041227114
  - 『徳川家康 新装版』2022年10月24日発売、ISBN 978-4041123362

## エピソード
- 著者は家康の功績について本文中で「戦国乱世をしずめて、250年太平の基をきずいたのは功労である。江戸の町を開いたことも、手柄のひとつであろう」[2]と述べ、また講談社版掲載の自作解説で「家康がつくったのは、組織であった。徳川幕府が260年あまりもつづいたのは、組織制度の力であった。そのことを考えついた家康の頭脳には、他の戦国名将のだれもが足もとにもおよばない」と記している[3]。日本近世史学者の大石学は、児童向けでありながら、清張の人物論と歴史観がクリアに記されていると評している[4]。
- 1992年に韓国語訳『松本清張의德川家康』が出版された。後藤長男の漫画が挿入されているが、集英社版の学習漫画『世界の伝記』シリーズ『徳川家康』（1989年刊行）の後藤による漫画が流用されている[5]。